# Setrvačník

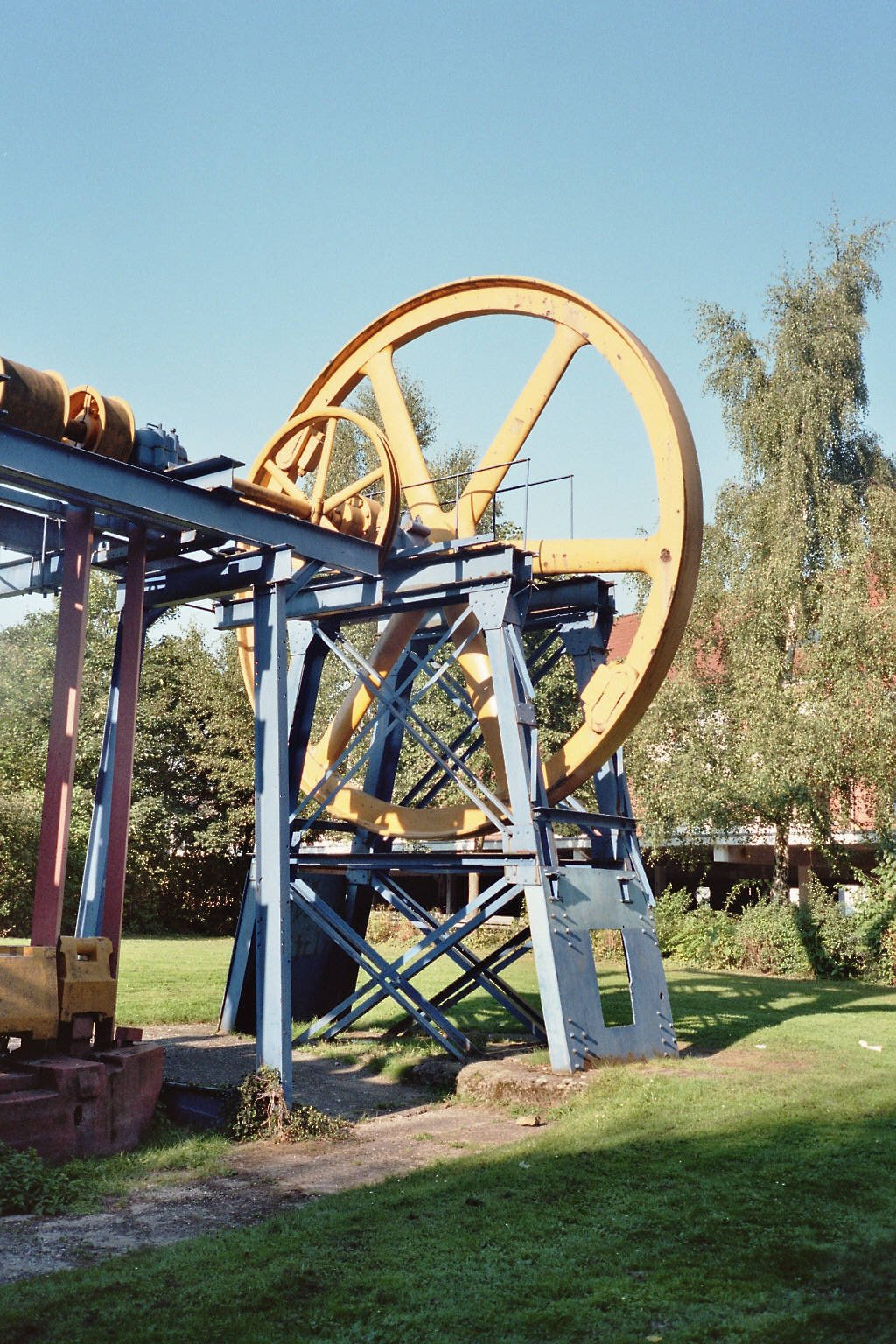
Setrvačník od zařízení pro zápustkové kování

Setrvačník je rotační zařízení pro akumulaci kinetické energie.
Obvykle má tvar dutého nebo plného válce, případně kola s paprsky. Využívá se jeho momentu setrvačnosti. Za setrvačník lze považovat všechna tělesa, která rotují. Především jsou to součásti strojů. Příklady jsou rotory turbíny, elektromotoru nebo alternátoru, ozubená kola mechanických převodů, nápravy vozidel a další.

## Energie setrvačníku
Kinetická energie Ek vázaná v rotujícím setrvačníku se vypočte podle následujícího vzorce:
{\displaystyle E_{k}={\frac {1}{2}}J\omega ^{2}}
kde J je moment setrvačnosti tělesa vzhledem k (okamžité) ose otáčení, ω je úhlová rychlost, kterou se těleso otáčí. Protože je úhlová rychlost přímo úměrná frekvenci ({\displaystyle \omega =2\pi f}), lze použít i vzorec:
{\displaystyle E_{k}=2\pi ^{2}Jf^{2}}
kde f je frekvence otáčení v otáčkách za sekundu.

## Využití

Animace

### Stabilizace otáček
- Používá se často pro stabilizaci otáček strojů s nepravidelným chodem, jako jsou parní stroje nebo spalovací motory, ale třeba také pro stabilní chod otočného talíře gramofonu. Stabilizaci otáček u převážné většiny současných strojních zařízení poháněných (velmi často asynchronními) elektromotory do jisté míry zajišťují tyto motory samotné, coby setrvačník zde působí zejména rotor elektromotoru.
- Za setrvačník lze považovat i hodinový nepokoj v hodinkách, setrvačné mechanismy lze nalézt i u jiných mechanických hodinových strojů.

### Gyroskopický efekt, stabilizace polohy a směru
Setrvačník, užívaný ke stabilizaci polohy a směru, se v češtině obvykle označuje jako gyroskop.
- Gyroskopického efektu se užívá k prostorové stabilizaci polohy větších strojů a technických zařízení, například pro řízení letu družicových stanic, přesnou konstantní stabilizaci dělových hlavní, letu kosmických lodí, dráhy umělých družic a meziplanetárních sond.
- Tentýž efekt je základem mnoha leteckých přístrojů, jako je například umělý horizont nebo gyrokompas.
- Setrvačnost lze také využít pro udržení přímého směru dráhy letu projektilů, jako je šíp, raketa, kulka či dělostřelecký granát.

### Akumulace energie

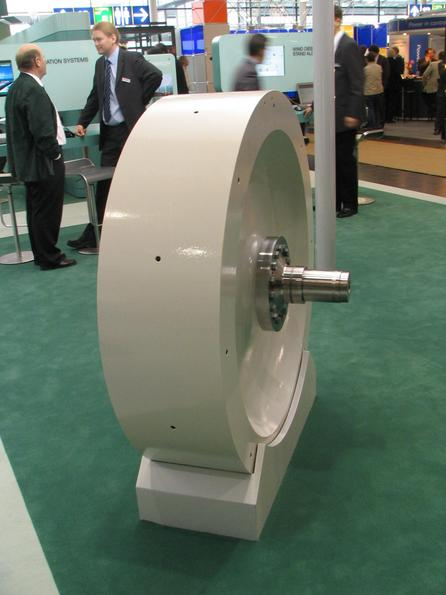
Průmyslový setrvačník

- Známé je využití v dětských hračkách pro pohon setrvačníkových autíček, na principu setrvačníku pracuje i káča a jojo.
- Jedno z nejstarších využití setrvačníku byl hrnčířský kruh, kamenná kruhová deska na čepu – hrnčíř napřed kruh roztočil, a setrvačný efekt mu umožnil vykroužit nádobu.
- Dnes se setrvačník vyvíjí a používá i pro pohon hybridních vozidel, jako alternativa k ukládání energie běžnými akumulátory. Setrvačníkový akumulátor „zachytává“ energii při brzdění a dovolí ji využít při potřebě co největší akcelerace.
- Setrvačníky se ve světě používají pro průmyslovou akumulaci elektřiny. Dosahovaný výkon se pohybuje v řádech desítek MW.[1]
- Akumulace elektrické energie v setrvačníku používal například Niels Bohr při výrobě silných magnetických polí pro zkoumání vlastností elementárních částic ve dvacátých letech 20. století.
- Velkými setrvačníky jsou i kosmická tělesa, například Země. Energie vázaná v její rotaci má velký vliv na celou řadu významných fyzikálních i biologických jevů na jejím povrchu. Spolu s působením slapových sil ovlivňuje proudění vzduchu v atmosféře (vliv na počasí) či průběhy oceánských vodních proudů, přílivů a odlivů, atd.
- Značný setrvačný efekt vykazují rotující součásti všech vozidel, plavidel a letadel pohybujících se vysokou rychlostí. Jako velké setrvačníky působí zejména dvojkolí u kolejových vozidel (železniční dvojkolí), kterých mohou být v případě delších vlaků až stovky kusů. U hnacích resp. trakčních vozidel, např. u lokomotiv, tramvají či vozů metra, musí konstruktéři také brát do úvahy i velkou setrvačnost rotorů trakčních elektromotorů a dalších otáčivých prvků v celém pohonném systému vozidla. Setrvačný efekt je nutno brát na zřetel zejména při konstrukci moderních rychlovlaků typu TGV či Šinkanzen, kde díky vysokým provozním rychlostem působí poměrně velké setrvačné síly. U letadel vybavených tryskovým pohonem pak působí velký setrvačný efekt především velmi vysoké otáčky hnacího turbosoustrojí.
- Principu akumulace energie v setrvačníku využívají v průmyslu i některé velké kovoobráběcí a tvářecí stroje určené pro obrábění a tváření kovů za tepla i za studena. Na tomto principu pracují některé typy lisů pro tváření kovů (např. při výrobě automobilových plechů i mnoha jiných strojních součástí) a další stroje.